# Cayo Fabio Ambusto (magister equitum)
Cayo Fabio Ambusto (en latín, Gaius Fabius Ambustus), hijo aparentemente del consular Marco Fabio Ambusto y hermano del magister equitum Marco Fabio Ambusto, fue nombrado magister equitum del dictador Quinto Fabio Máximo Ruliano en el año 315 a. C. en lugar de Quinto Aulio Cerretano que había caído en batalla.